# Mensa SC Einheit Dresden

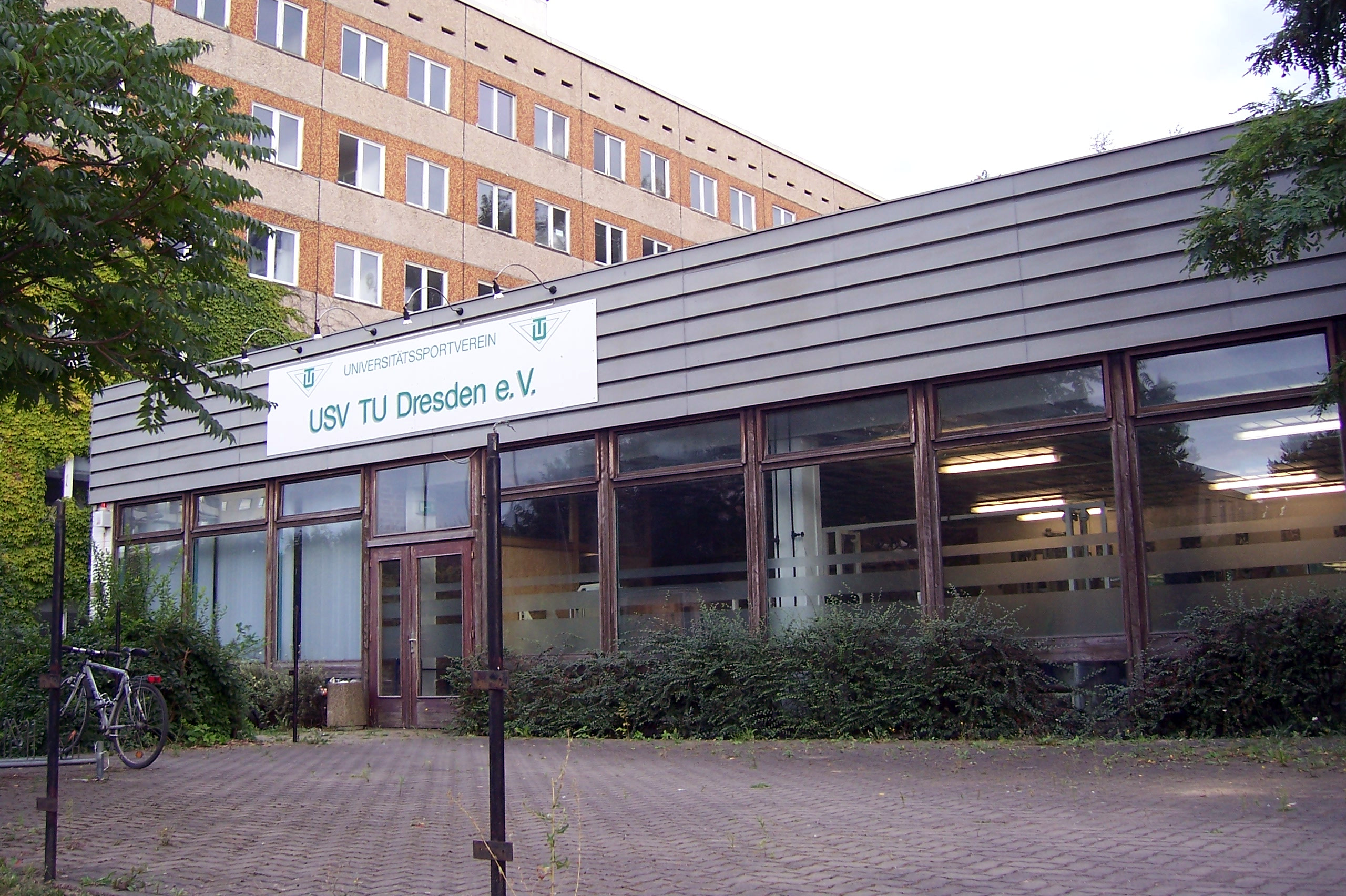
Ehemalige Mensa des SC Einheit Dresden 2009

Die ehemalige Mensa des SC Einheit Dresden befindet sich auf der Freiberger Straße 31 in Dresden. Sie gehört zu den frühen Mensabauten des Architekten Ulf Zimmermann.

## Geschichte

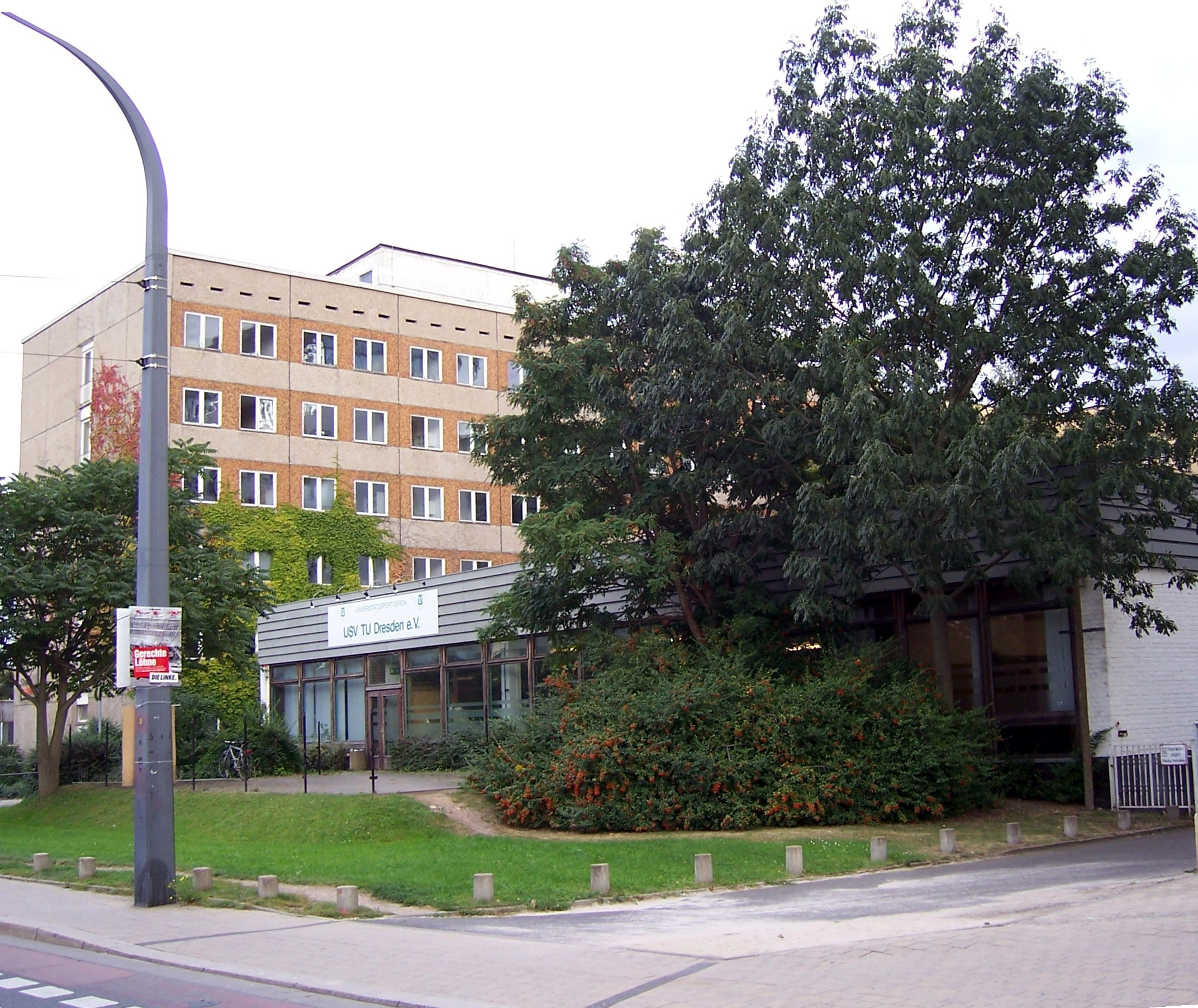
Mensabau mit Internatsgebäude im Hintergrund 2009

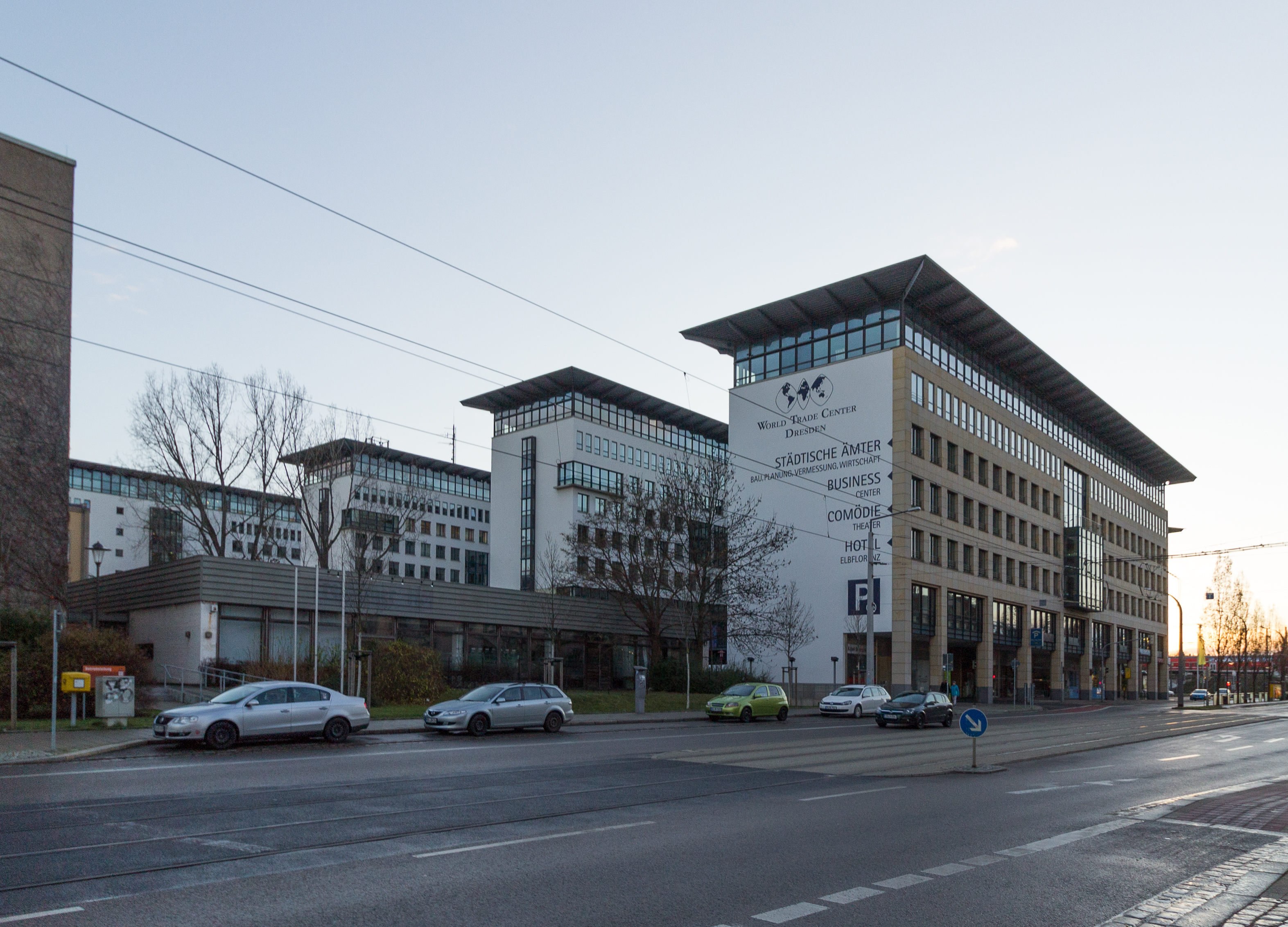
Mensabau und World Trade Center 2015

Der Bau des Mensagebäudes wurde vom Staatssekretariat für Körperkultur und Sport in Auftrag gegeben und erfolgte von 1970 bis 1972. Der Flachbau wurde von Hans Konrad errichtet; Entwurf und Innenraumgestaltung stammen von den Architekten Ulf Zimmermann, Eberhard Seeling und Olaf Jarmer. Die Freiflächengestaltung übernahm Gartenarchitekt Ullrich Bloess, wobei eine geplante Terrasse vor dem Gebäude nicht realisiert wurde. Östlich der Mensa entstand zeitgleich ein sechsgeschossiges Internatsgebäude, das von Bernhard Redlich entworfen wurde. Beide Bauten sind über einen Windfang miteinander verbunden. Zum Zeitpunkt der Fertigstellung bildete das Mensagebäude den städtebaulichen Abschluss der Südseite der Freiberger Straße.
Nach der deutschen Wiedervereinigung wurde das Gebäude zunächst als Gaststätte genutzt. Bereits 1991 erfolgte der Abriss der auf dem westlichen Nachbargrundstück befindlichen Fabrikbauten der Dresdner Süßwarenfabriken Elbflorenz. Von 1994 bis 1996 wurde das World Trade Center Dresden erbaut, das unmittelbar am Areal des Mensabaus mit einer Brandwand endet, „da ein Weiterbau der Blockrandbebauung hier in Erwägung gezogen wird. Eine zurückgesetzte niedrige DDR-Kantine streitet still, beharrlich und trotzig gegen diese Ideen von ‚Europäischer Stadt‘ an“. Von 1997 bis 2015 diente das Mensagebäude dem USV TU Dresden als Vereinssitz, wobei Teile des Innenraums umgebaut wurden. Seit dem Umzug der Diensträume des USV TU Dresden in das angrenzende ehemalige Internatsgebäude steht die Mensa leer bzw. dient als Lagerraum.

## Beschreibung

### Außenraum

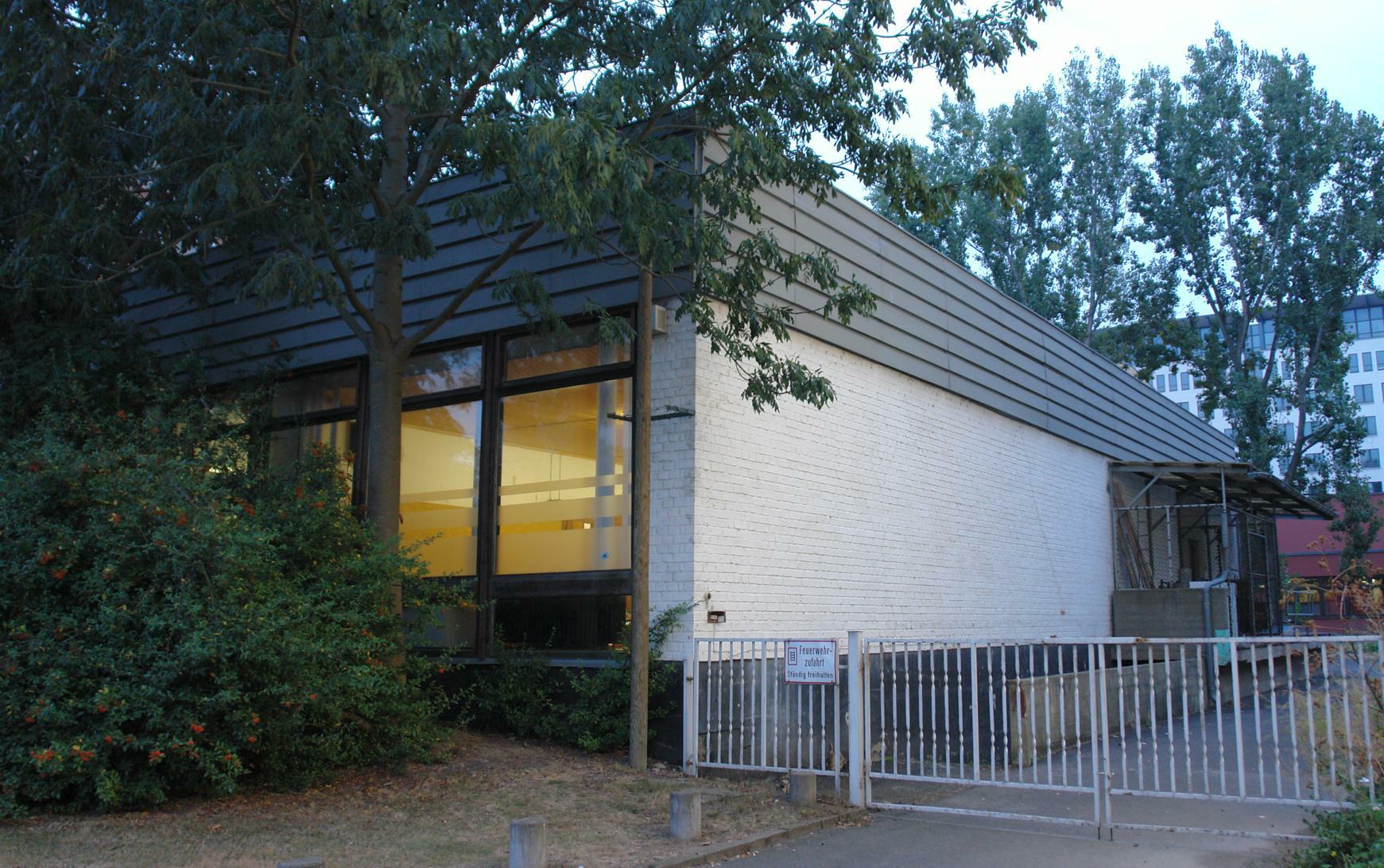
Westseite mit Warenanlieferung

Das Gebäude wurde als Stahlbetonskelettbau realisiert. Für die Dachkonstruktion kamen 12-Meter-Dachbinder zum Einsatz, verbaut wurden zudem Kassettenplatten mit einer Traglast von 5 Megapond (ca. 49 kN). Die Fassaden wurden als Fugenmauerwerk realisiert, das weiß geschlemmt ist. Um das Gebäude verläuft eine Simsblende, die aus gefalteten Aluminiumblechen besteht und ursprünglich dunkelbraun gestrichen war. Zur Straßenseite hin besteht die Fassade aus Fensterelementen, die vom großen Speiseraum und dem danebenliegenden Clubraum aus der „Anbindung und Einbeziehung des Außenraums“ dienen sollten. Fensterrahmen und Türen bestehen aus Holz im Naturton.
Die Warenanlieferung erfolgte an der Westseite des Gebäudes.

### Innenraum
Das Gebäude gliedert sich in ein Erdgeschoss und ein Kellergeschoss. Im Inneren dominieren Lärchenholz und Sichtmauerwerk.
Im Erdgeschoss befand sich der große Speisesaal mit 250 Tischplätzen, der vom Eingang auf über eine kleine Eingangshalle betreten wurde. Der Speisesaal nahm weite Teile der straßenseitigen Fensterfront ein. Im hinteren Bereich des Erdgeschosses befanden sich die Speisenausgabe sowie Personalräume, Spülräume und Räume für die Nahrungsmittellagerung. Die Mensa bot eine gastronomische Vollverpflegung für bis zu 600 Personen an, wobei die Speiseausgabe in warme Speisen, kalte Speisen und Getränkeausgabe unterteilt war. Mithilfe hölzerner Hubläden konnte die Speisenausgabe optisch vom Speisesaal abgetrennt werden.
Ebenfalls im Erdgeschoss lag ein Mehrzweck- bzw. Clubraum mit 36 Sitzplätzen. Er war „bewußt rustikal“ eingerichtet, die Wände waren teilweise mit Holz verkleidet, das mit Räucherbeize behandelt wurde. An der Decke befanden sich Pendelleuchten, deren bauchige Schalen verkupfert waren.
Über eine in der Eingangshalle befindliche Treppe erreichte man das Kellergeschoss. Hier befanden sich eine Garderobe, Damen- und Herren-WCs, Umkleide- und Waschräume sowie Wirtschaftsräume.

### Kunstwerke
Vor dem Haupteingang befanden sich Fahnenhalter, die der Künstler Rudolf Sitte erschaffen hatte, die im Zuge der barrierefreien Neugestaltung des Eingangsbereichs nach 2008 entfernt wurden. Für den Innenraum schuf Sitte ein Relief aus Lärchenholz, das sich an der Westseite des Speiseraums befand, jedoch nicht erhalten ist. Erhalten ist seine runde, an eine Medaille erinnernde Betonplastik mit der Darstellung eines sportlichen Zweikampfs. Sie befindet sich in der Eingangshalle des Erdgeschosses, unweit der Treppe zum Kellergeschoss.